# Calamagrostis subacrochaeta
Calamagrostis subacrochaeta là một loài thực vật có hoa trong họ Hòa thảo. Loài này được Nakai mô tả khoa học đầu tiên năm 1926.